# Audi Q7 4L
Cet article concerne la première génération de l’Audi Q7. Pour des informations générales sur l’Audi Q7, consultez Audi Q7.
La première génération de l'Audi Q7 4L a été présentée au public en septembre 2005 au salon de l'automobile de Francfort. Il était basé sur l'étude Audi Pikes Peak Quattro présentée au Salon international de l'automobile d'Amérique du Nord en 2003. Le Q7 est basé sur la plate-forme "E" des modèles du groupe Volkswagen, les Volkswagen Touareg et Porsche Cayenne, et il est construit avec ceux-ci chez Volkswagen Slovaquie à Bratislava (Slovaquie).
Le Q7 a une transmission intégrale permanente (quattro) avec une répartition de puissance de 40:60 (essieu avant : essieu arrière). Une troisième rangée de sièges, homologuée pour deux personnes ne dépassant pas 1,60 m, pouvait être commandée en option. La troisième rangée de sièges est accessible en rabattant le dossier du siège/de la banquette de la deuxième rangée de sièges vers l'avant. Si vous le souhaitiez, la deuxième rangée de sièges pouvait être commandée avec deux sièges individuels en combinaison avec une console centrale, ce qui réduisait le nombre maximum de personnes à six ou quatre sans la troisième rangée de sièges.
Le concept de moteur et de transmission privilégiant la route (pas de réduction pour la conduite hors route) et la carrosserie autoportante avec suspension indépendante rendent le Q7 moins adapté à une utilisation hors route difficile. Le coffre très large mais plat limite également la variabilité du Q7.
La longueur du véhicule était d'environ 30 cm plus longue que celle des concurrents européens, y compris les modèles apparentés de Volkswagen et Porsche.
Les tests des premiers prototypes ont commencé en décembre 2004 et le développement du modèle s'est terminé mi-2005.

## Moteurs

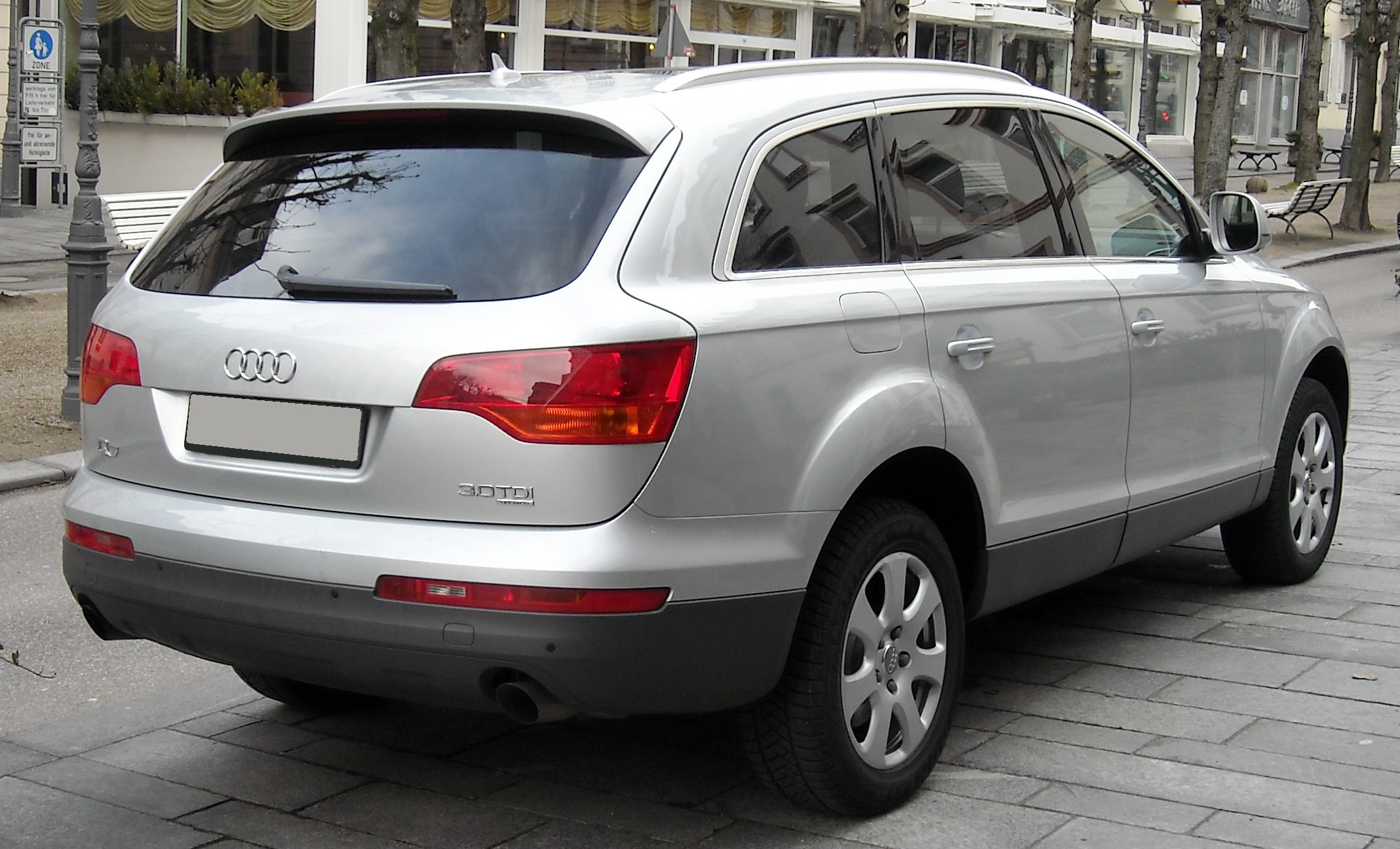
Vue arrière
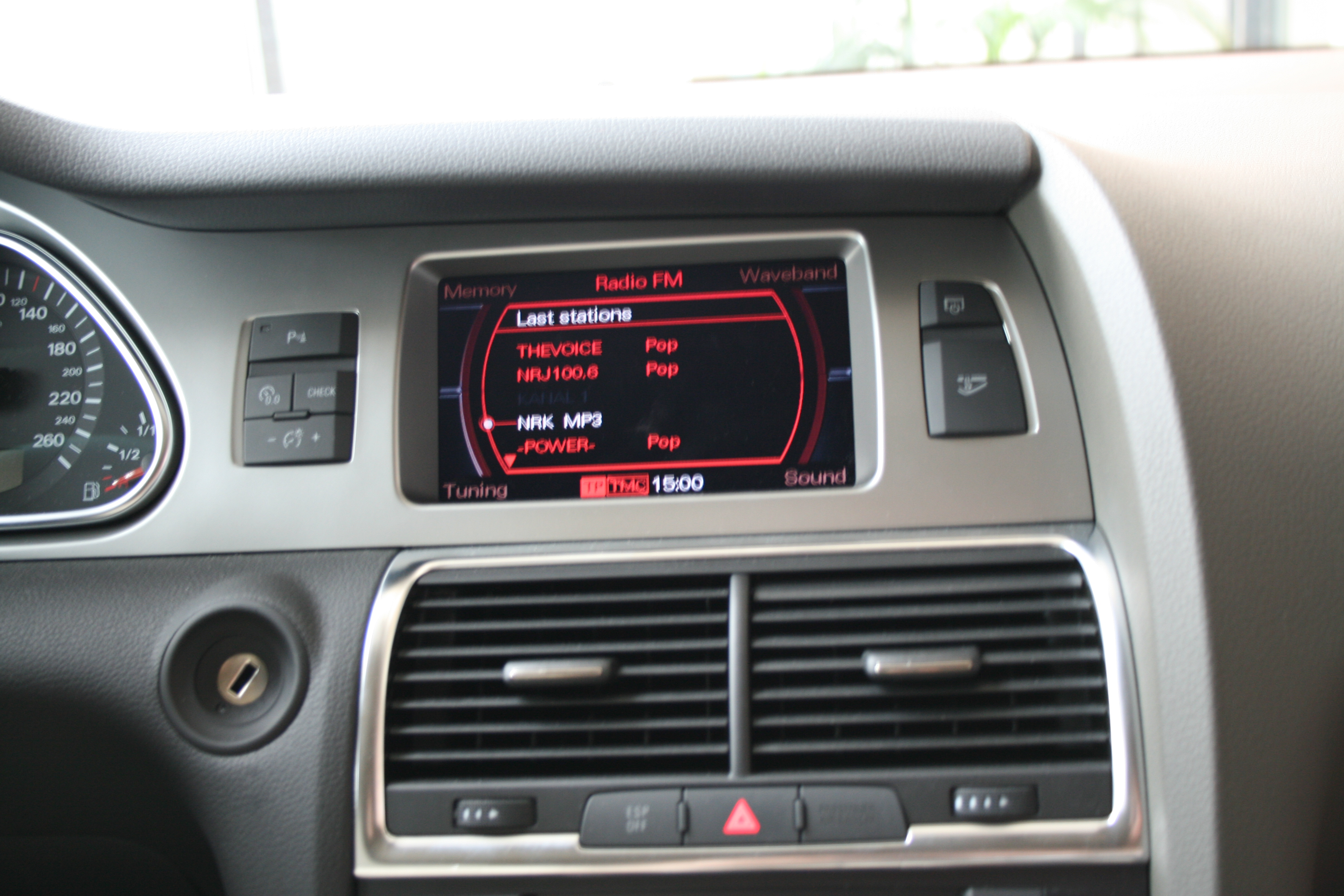
Système d'infodivertissement Audi MMI dans le Q7

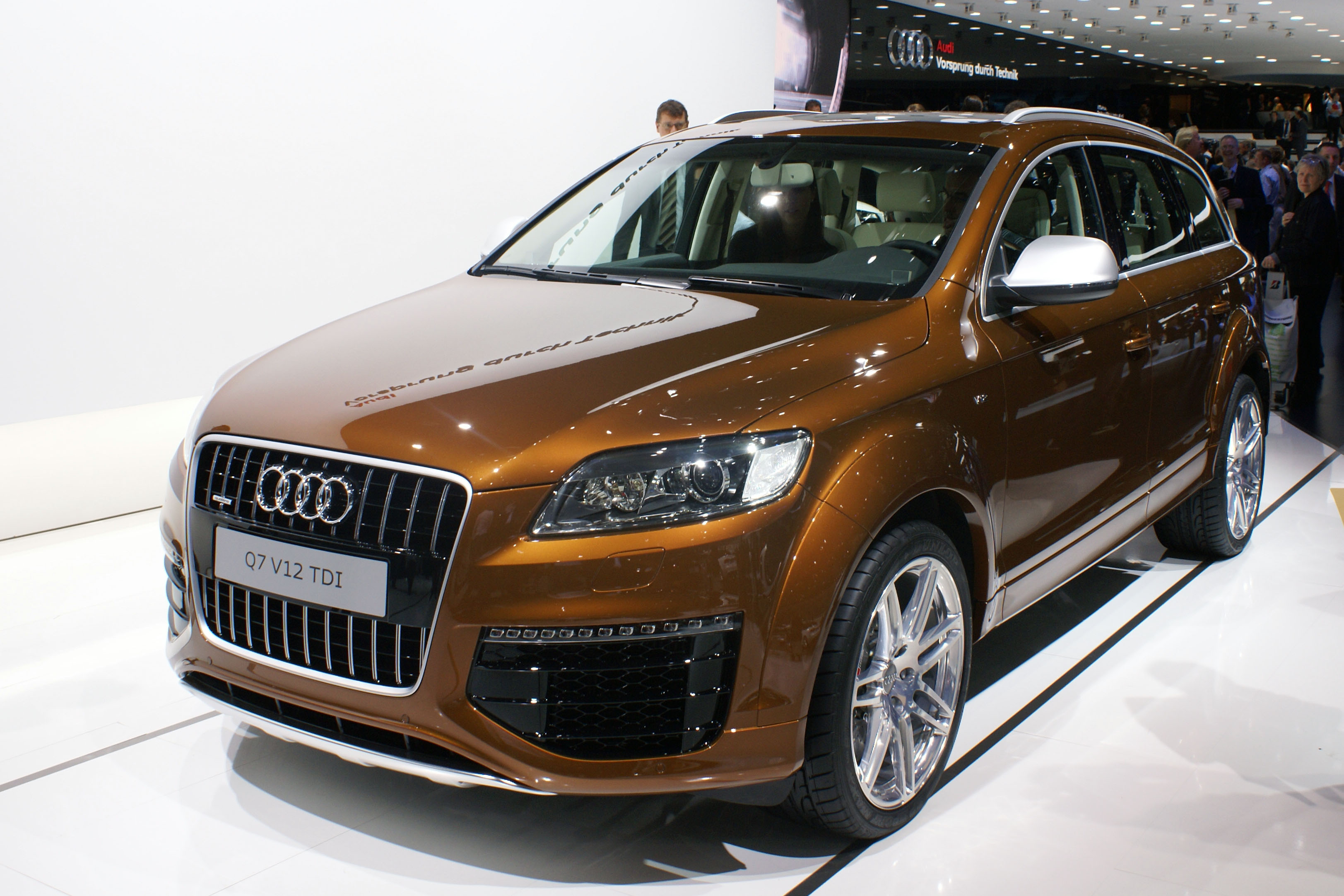
Audi Q7 V12 TDI (2009–2012)

À partir de septembre 2005, le Q7 était disponible avec un moteur diesel six cylindres et un moteur essence huit cylindres. Un moteur essence six cylindres de 3,6 litres a été ajouté à l'été 2006, un V8 TDI de 4,2 litres au printemps 2007 et un moteur diesel V12 à l'automne 2008. Tous les moteurs étaient équipés de série d'une transmission automatique avec fonction Tiptronic. L'exception était le moteur FSI de 3,6 litres, qui était proposé avec une boîte de vitesses manuelle à six rapports.
La version hybride, basée sur le moteur essence de 4,2 litres, annoncée pour 2008 n'est pas entrée en série car le constructeur a jugé la demande trop faible.
Au printemps 2009, un lifting visuellement subtil a été effectué. Dans le même temps, le moteur TDI de 4,2 l a été revu et dispose désormais de 250 kW (340 ch) au lieu des 240 kW (326 ch) précédents et d'une consommation réduite (9,9 l/100 km au lieu des 11,1 l/100 kilomètres précédents). La Tiptronic à six vitesses était toujours utilisée comme transmission, qui a été remplacée par la Tiptronic à huit vitesses au cours de l'année 2010.
En juillet 2010, la gamme de moteurs a été modifiée. Le moteur TDI de 3.0 L a été entièrement repensé : il délivrait 176 kW (240 ch) comme avant, mais consommait 1,7 litre aux 100 km de moins qu'avant (9,1 l pour l'ancien modèle, 7,4 l pour le nouveau). La version diesel propre du moteur TDI de 3.0 L avec un convertisseur catalytique DeNox a continué de répondre à la norme Euro 6 et il était 0,5 litre plus économique (8,9 l auparavant). Il y avait maintenant deux nouveaux moteurs essence d'entrée de gamme : le moteur essence V6 de 3 litres avec suralimentation était disponible en deux niveaux de puissance avec 200 kW (272 ch) et 245 kW (333 ch). Ils ont remplacé le V6 de 3,6 L et le moteur huit cylindres. La consommation a été réduite à une moyenne de 10,7 litres aux 100 km (prédemment 12,1 l pour le moteur FSI de 3,6 L et 12,7 l pour le moteur FSI de 4,2 L). Les nouveaux moteurs étaient également plus économiques grâce à un système de récupération d'énergie au freinage, un système start-stop et la transmission automatique à huit rapports. Les autres moteurs ont également reçu la boîte automatique à huit rapports. Comme auparavant, les véhicules avaient une transmission intégrale permanente (quattro) avec toutes les variantes de moteur.
À partir de novembre 2010, il y avait un nouveau moteur d'entrée de gamme; Le TDI de 3.0 L a été étranglé à 150 kW (204 ch). En conséquence, le prix de base de ce modèle d'entrée de gamme a chuté de 2 500 euros et la consommation était de 7,2 litres aux 100 km ; Les émissions de CO2 sont de 189 g/km. L'accélération jusqu'à 100 km/h était de 9,1 s.

## Équipement spécial
La liste des équipements spéciaux pour le Q7 comprenait, entre autres, le régulateur de vitesse adaptatif appelé Adaptive Cruise Control (ACC), la suspension pneumatique appelée Adaptive Air Suspension, feux de virage dynamiques et assistant de changement de voie (Side Assist), qui avertit le conducteur des véhicules situé dans l'angle mort du rétroviseur lors d'un changement de voie. Il y avait aussi, en option, une aide au stationnement, qui dispose entre autres d'une caméra de recul. Les capteurs de recul étaient installés de série. De plus, le Q7 a été l'une des premières voitures à pouvoir être équipée d'un téléphone de voiture Bluetooth avec profil d'accès SIM (à partir de la semaine de production 34/2006) au lieu du simple système mains libres Bluetooth. Un système de freinage en carbone-céramique était également disponible pour le Q7 V12 TDI.

## Lifting
Au printemps 2009, le Q7 a subi un lifting principalement externe, bien que mineur.
De plus, le moteur diesel de 4,2 litres a été revu et délivre désormais 250 kW (340 ch) au lieu de 240 kW (326 ch). De plus, la consommation a été réduite en conséquence. Initialement, la transmission Tiptronic à six vitesses a été utilisée, qui a été remplacée par la transmission Tiptronic à huit vitesses l'année suivante.

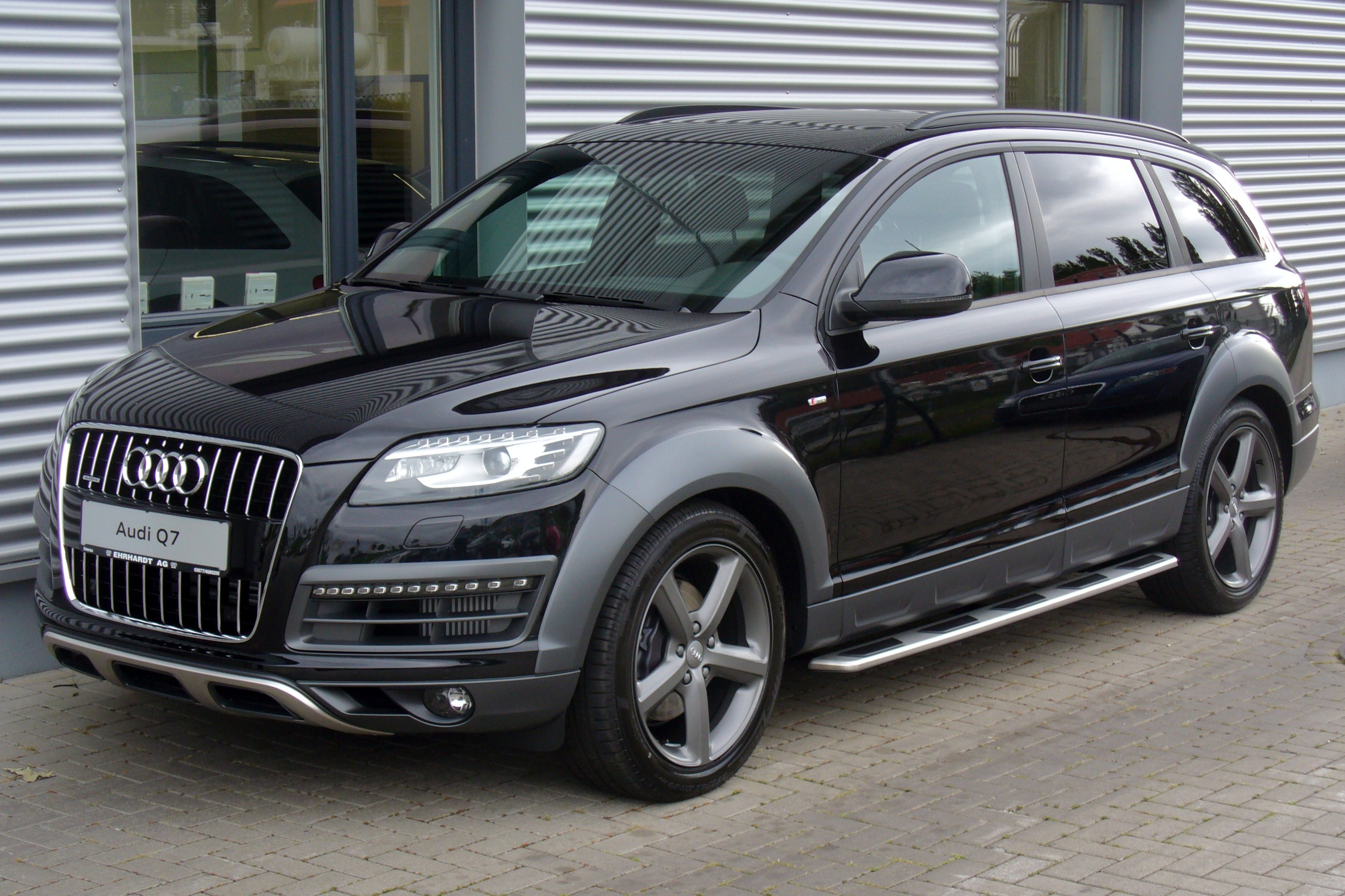
Audi Q7 (2009–2015)
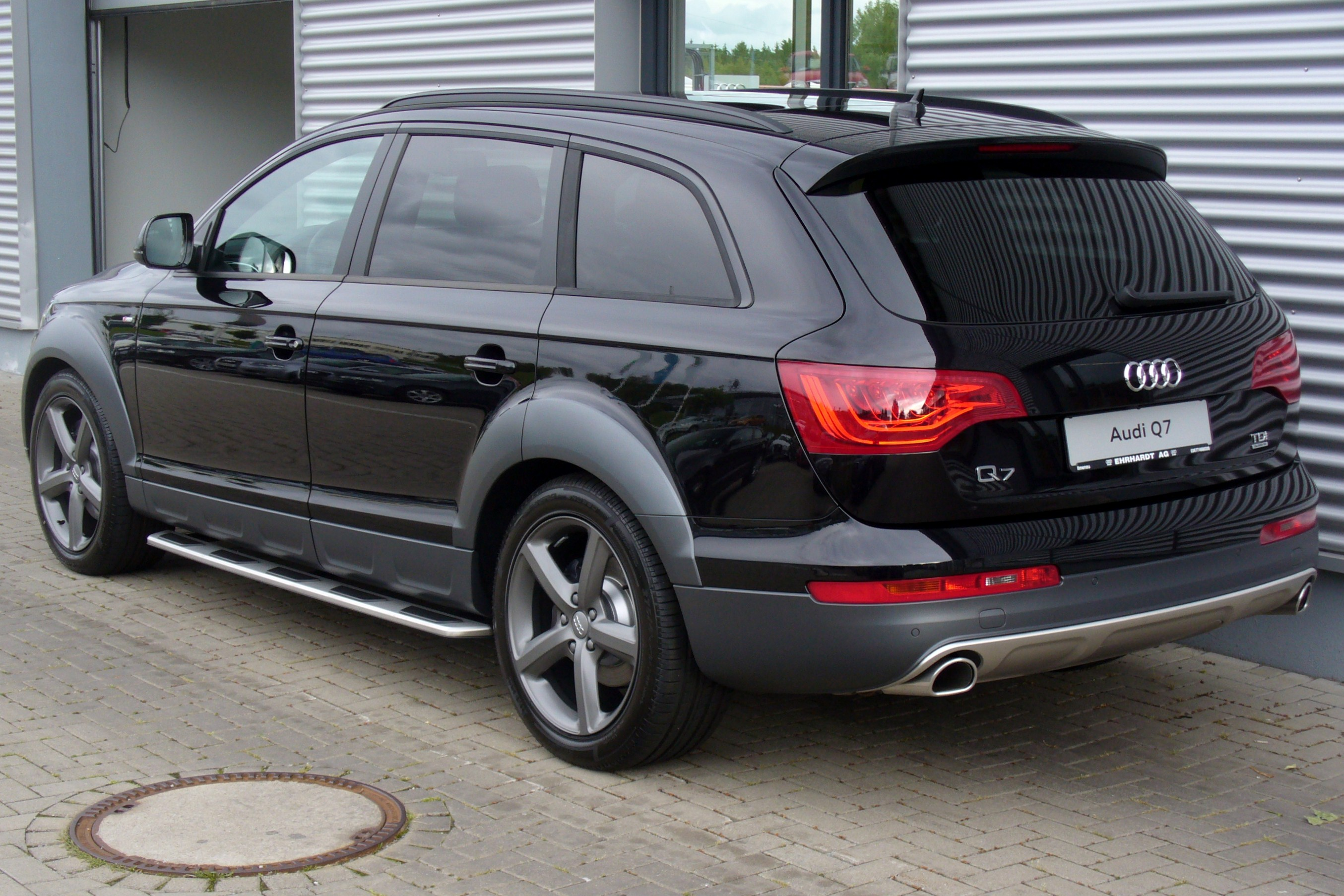
Vue arrière
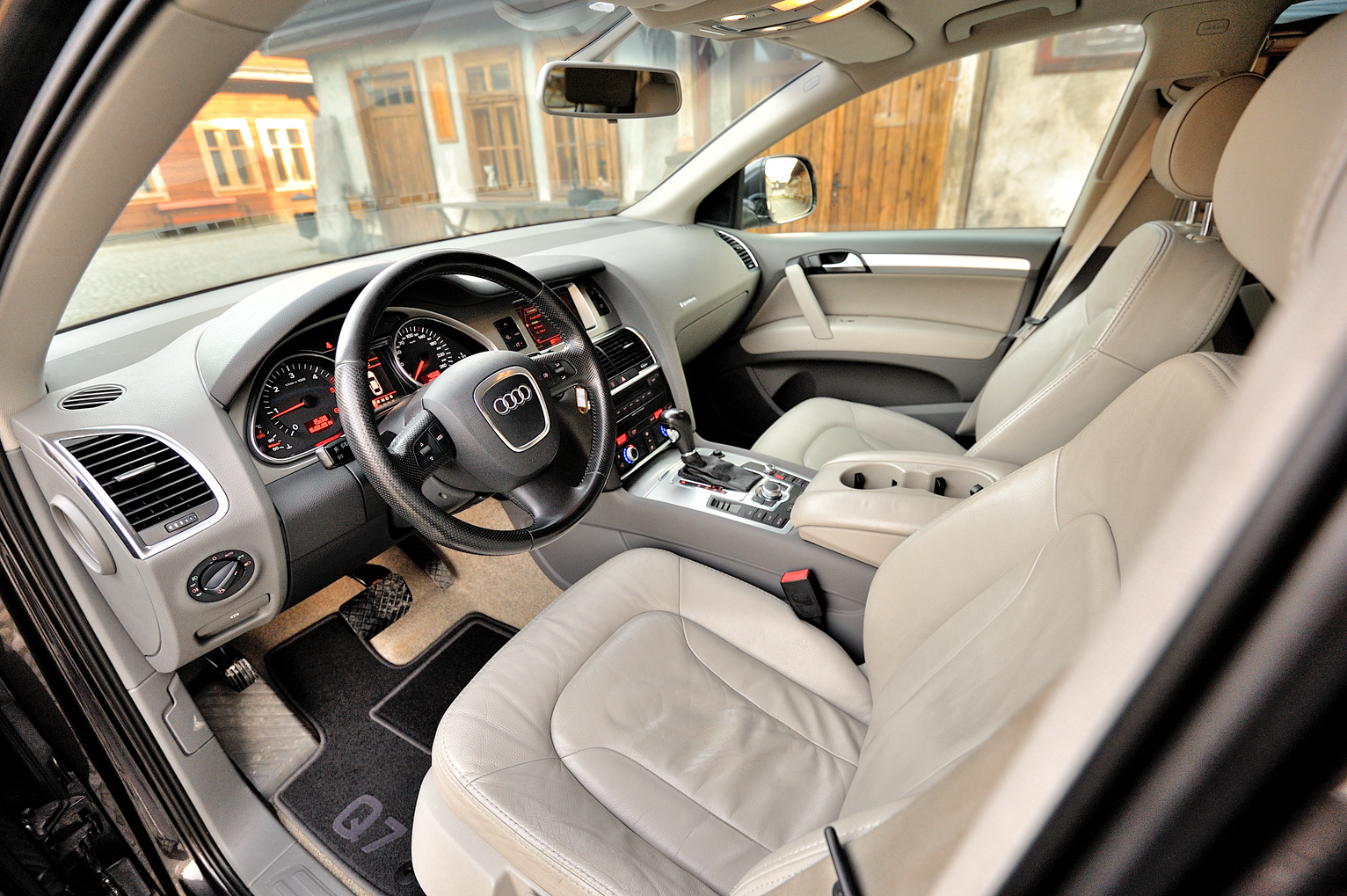
Intérieur

## Récompenses
Le 10 novembre 2005, le Q7 a reçu le Goldene Lenkrad dans la catégorie SUV. Parmi le choix des lecteurs pour les meilleures voitures de 2006 du magazine Auto motor und sport, le Q7 a pris la deuxième place de sa catégorie. Le Q7 a reçu quatre étoiles sur cinq de l'Euro NCAP.

## Critique
En juillet 2008, l'ADAC a identifié un défaut de conception qui, en cas de collision avec une petite voiture, fait courir un risque extrême à ses occupants. Deux longerons sont installés dans le Q7, qui, en cas de collision, forent dans l'autre voiture sans presque se déformer, car d'une part ils sont très solides et d'autre part ils ne sont pas reliés à l'avant par une traverse stable. Concrètement, les occupants de la petite voiture, même avec des caractéristiques de sécurité supérieures à la moyenne, ont peu de chances de survivre en cas de collision avec un Q7.
Un autre inconvénient est le coût élevé. Avec une classe de type de 25 en assurance responsabilité civile, 30 en assurance partielle et 32 en assurance complète, le Q7 V12 TDI est actuellement (en 2010) la voiture la plus chère à assurer en Allemagne.